# Liste der Kardinalskreierungen des Gegenpapstes Clemens VII.
 Gegenpapst Clemens VII. kreierte folgende Pseudokardinäle im Verlauf seines Pontifikats:

## 18. Dezember 1378
- Giacomo da Itri, Titularpatriarch von Konstantinopel († 30. März 1393)
- Niccolò Brancaccio, Erzbischof von Cosenza († 29. Juni 1412)
- Pierre Amiel de Sarcenas OSB, Erzbischof von Embrun († 10. August 1389)
- Pierre-Raymond de Barrière, CRSA, Bischof von Autun († 13. Juni 1383)
- Nicolas de Saint Saturnin OP, Maître du Palais Apostolique († 23. Januar 1382)
- Leonardo Rossi da Giffoni, OFM, 24. Generalminister seines Ordens († kurz vor 17. März 1407)
- Renoul de Monteruc, Bischof von Sisteron († 15. August 1382)

## 19. März 1381
- Guiterre Gómez de Luna, Bischof von Plasencia (Spanien) († 13. Januar 1391)

## 30. Mai 1382
- Thomas Clausse OP, Inquisitor, Beichtvater des Herzogs Amadeus von Savoyen († 17. Juni 1390)

## 23. Dezember 1383
- Pierre de Murat de Cros OSB, Erzbischof von Toulouse († 16. November 1388)
- Faydit d’Aigrefeuille OSB, Bischof von Avignon († 2. Oktober 1391)
- Aymeric de Magnac, Bischof von Paris († 21. März 1385)
- Jacques de Menthonay, Kaplan Clemens’ VII. († 1. oder 16. Mai 1391)
- Amadeo di Saluzzo, Bischof von Valence und Saint-Dié († 28. Juni 1419)
- Pierre Aycelin de Montaigut OSB, Bischof von Laon († 8. November 1388)
- Martinho de Zamora, Bischof von Lissabon († 6. Dezember 1383 – die Nachricht von seinem Tod hatte Avignon bei der Ernennung noch nicht erreicht)
- Walter Wardlaw, Bischof von Glasgow, († 23. Dezember 1387)
- Jean de Neufchâtel, Bischof von Toul († 4. Oktober 1398)
- Pierre de Fétigny, Apostolischer Protonotar († 5. November 1392)

## 15. April 1384
- Pierre de Luxembourg, Bischof von Metz († 2. Juli 1387)

## 12. Juli 1385
- Bertrand de Chanac, Lateinischer Titularpatriarch von Jerusalem († 21. Mai 1401)
- Tommaso Ammanati, Erzbischof von Neapel († 6. Dezember 1396)
- Giovanni Piacentini, Bischof von Castello († 9. Mai 1404)
- Amielh de Lautrec, CRSA, Bischof von Comminges († 7. Juni 1390)
- Jean de Murol, Bischof von Saint-Paul-Trois-Châteaux († 20. Februar 1399)
- Jean Rolland, Bischof von Amiens († 17. Dezember 1388)
- Jean Allarmet de Brogny, Bischof von Viviers († 16. Februar 1426)
- Pierre de Thury, Bischof von Maillezais († um 9. Dezember 1410)

## Ende 1386
- Pietro Pileo di Prata, zuvor Erzbischof von Ravenna und Kardinal römischer Observanz, erneut 1389 († Dezember 1401),

## Januar 1387
- Jaime de Aragón, Bischof von Valencia († 30. Mai 1396)

## 5. Mai 1387
- Galeotto Tarlati de Petramala, zuvor Apostolischer Protonotar römischer Observanz († 1397/1400)

## 3. November 1389
- Jean de Talaru, Erzbischof von Lyon († 8. Oktober 1392)

## 21. Juli 1390
- Martín de Zalba, Bischof von Pamplona († 27./28. Oktober 1403)

## 17. Oktober 1390
- Jean Flandrin, Erzbischof von Auch († 8. Juli 1415)
- Pierre Girard, Bischof von Le Puy († 9. November 1415)

## 17. April 1391
- Guillaume de Vergy, Erzbischof von Besançon († 1407)

## 23. Januar 1394
- Pedro Fernández de Frías, Bischof von Osma (Spanien) († 19. September 1420)
- Jean de Rochechouart, Erzbischof von Arles († 13. Dezember 1398)[1]